# 大島久忠
大島 久忠（おおしま ひさただ、1890年（明治23年）6月4日 - 1965年（昭和40年）6月4日）は、大日本帝国陸軍軍人、華族。最終階級は陸軍大佐、功級爵位は功四級子爵。

## 経歴
1890年（明治23年）に大島久直の息子として生まれた。陸軍士官学校第23期卒業。1928年（昭和3年）12月15日に父の死により子爵を襲爵した。1937年（昭和12年）9月に騎兵第101大隊長に就任し、1939年（昭和14年）8月に陸軍騎兵大佐に進級した。1940年（昭和15年）3月に騎兵第72連隊長に転じ、1941年（昭和16年）3月に千葉陸軍戦車学校研究部主事、1942年（昭和17年）4月に近衛捜索連隊補充隊長、1944年（昭和19年）4月に近衛騎兵第3連隊長を歴任した。
1945年（昭和20年）3月30日に陸軍機甲本部附となり、6月1日に第3警備隊司令官（第12方面軍）に就任し、終戦時は新潟に位置した。

## 親族
- 父：大島久直 - 陸軍大将[1]
- 母：貞子 - 赤松玄民二女[1]
- 伯父：大島久誠 - 陸軍大尉[1]
- 姉：妙子 - 岩田一夫人[1]
- 妹：為子 - 山口誠太郎夫人[1]
- 弟：佐 - 1919年（大正8年）分家[1]
  - 夫人：基子 - 鍋島英昌四女[1]
- 弟：環 - 1924年（大正13年）分家[1]
  - 夫人：節 - 安藤定時長女[1]
- 弟：卓 - 1925年（大正14年）分家[1]
  - 夫人：寸萬子 - 井芹康也長女[1][5]
- 夫人：千代子 - 長崎省吾三女[1]
- 男：篤久 - 陸軍中尉[1]
- 女：欽子 - 本間彌三郎夫人[1]
- 男：護久[1]